# Métabolisme du tritium
 (mars 2024).
Le tritium est un isotope radioactif produit naturellement par le rayonnement cosmique et artificiellement par l'industrie nucléaire. Comme il tend à se diffuser dans l'environnement via l'air et le cycle de l'eau, il est considéré comme un marqueur important d'activités nucléaires. La connaissance de son métabolisme est un enjeu important pour évaluer son caractère dangereux au regard de la radioprotection et de la santé publique.
L'exposition au tritium « peut représenter un risque lorsque cette substance est ingérée avec l’eau potable ou les aliments, qu’elle est inhalée ou absorbée par la peau ».  L’Organisation mondiale de la santé (OMS) recommande une valeur guide de concentration dans l’eau à ne pas dépasser de 10'000 Bq/L.
Sa période radioactive relativement courte fait que le tritium a une activité spécifique élevée (3,58 × 1017 Bq/kg). Autrement dit, une masse de tritium très faible produit un nombre de désintégrations par seconde élevé. En théorie, parce que l'hydrogène est un élément chimique majeur, entrant dans la plupart des molécules existant naturellement et en particulier l'eau, le tritium ne peut pas exister dans l'environnement à l'état pur et il n'apparaît a priori que comme une très faible fraction de l'hydrogène, en masse ou nombre d'atomes. Cependant, l'absence de discrimination (positive ou négative) entre les isotopes de l'hydrogène lors des processus biologique reste à prouver.
La plupart des composés organiques issus du métabolisme semblent pouvoir être radiomarqués par le tritium ; il suffit d'exposer l'organisme (vivant) qui les produit (plante, animal, champignon, lichen, microorganisme) à de l'eau tritiée ou à un gaz tritié.
Il est ainsi possible ensuite d'observer la cinétique d'un composé organique radiomarqué par le tritium dans un organisme (pour étudier sa « cible » par exemple, ou certains métabolites ou produits de dégradation et leur devenir). La radioactivité du tritium et le fait qu'il puisse s'intégrer dans les molécules les plus petites a permis de l'utiliser pour suivre dès les années 1950 des processus fins tels que la duplication de l'ADN, via des films radiosensibles, ce qui a permis de confirmer l'hypothèse de Watson et Crick (qui ont « découvert » de l'ADN).

## Formes du tritium dans labiosphère
Dans l'environnement, le tritium se présente sous 3 formes principales :
- T2 (tritium gazeux) ; HT (dihydrogène tritié) ; CH3T (méthane tritié) ;
- HTO (Eau tritiée) : 99 % environ du tritium produit prend rapidement cette forme, essentiellement dans l'océan. En 1972, l'UNSCEAR estimait à 6,3 × 1019 Bq, contre 4,3 × 1019 Bq aujourd'hui[5]. Ce sont les océans qui en contiennent le plus, mais si dilué dans leur masse que le taux de tritium (0,2 Bq/L en moyenne) est bien plus bas que dans les eaux continentales (UNSCEAR, 1993), sauf en cas de proximité d'installations nucléaires ;
- OBT (pour « Organically Bounded Tritium » ; expression désignant le tritium intégré de manière covalente au sein de molécules organiques), dans les organismes vivants (biomasse), leurs cadavres (nécromasse) ou excréments et excrétats, dans la matière organique du sol et des sédiments...

Via le recyclage de la nécromasse ou plus généralement via la chaîne alimentaire, ces trois formes de tritium peuvent être transférées d'un compartiment à l'autre de l'écosystème.
Une question importante pour le biologiste est de savoir si la présence de tritium dans une molécule d'eau affecte ou non le comportement de cette « eau tritiée » dans les systèmes biologiques (cellules, organes, organismes, écosystèmes ou fluides organiques tels que lymphe, sang, etc.).
Dès les années 1950, un double désaccord apparait entre chercheurs. Il porte sur deux points :
1. les véritables valeurs des coefficients de diffusion de THO, H20 et D2O ; l'eau tritiée semble en effet diffuser moins vite au travers de membranes biologiques que l'eau[6].
2. le comportement des molécules THO : peut-on ou non affirmer que H20 et D2O ou de l'eau à laquelle on a substitué un isotope de l'oxygène (180) à l'oxygène sont des molécules permettant de tracer l'eau, sans que le comportement de ces molécules (eau tritiée ou eau radiomarquée par un isotope de l'oxygène) soit modifié durant leur fonction de traceur de l'eau dans les systèmes biologiques [6],[7],[8],[9],[10]. Les données de Wang et al[6] ont été considérés comme les plus satisfaisantes par les biologistes qui ont les premiers utilisé l'eau tritiée comme traceur pour la mesure de l’absorption d'eau par les globules rouges humains. Les expérimentations de Wang et al[11] avaient en 1954 conclu à un coefficient de diffusion de THO différent (14 % plus faible) que celui de H20[12].a ainsi introduit un facteur de compensation de +14 % dans ses calculs de flux pour compenser cette différence. Dans le cas des globules rouges, Sheppard et Martin[13] avaient estimé en 1950 que les radiations du tritium de l'eau tritiée n'affectait a priori pas (en tous cas dans le temps de l'expérience) la capacité de fonctionnement des canaux (aquaporines) traversant la paroi cellulaire (car le transport du potassium qu'ils ont mesuré n'était pas affecté par une radioactivité estimée par eux à 4 × 10−7 rads).

## Fixation biologique du tritium

Fixation de l'hydrogène sur le carbone par la photosynthèse (cycle de Calvin) transformant le tritium en forme non échangeable.

Le tritium ayant presque les mêmes propriétés chimiques que l'hydrogène, il s'y substitue facilement, y compris en se liant à d'autres atomes, dans les molécules d'eau ou dans les molécules organiques, en s'y comportant comme le ferait l'hydrogène. Parce que très soluble dans l'eau il peut s'y intégrer sous forme d'eau tritiée, laquelle se répartit sur l'ensemble du cycle de l'eau. Sous cette forme, le tritium pénètre facilement dans les organismes par inhalation, ingestion ou à travers la peau ou les muqueuses.
Sa fixation ou sa non-fixation dans un organisme dépendent de sa forme physicochimique, selon qu'il est présent sous « forme libre » ou incorporée.
1. Sous forme libre parfois dite "minérale[14], on le trouve généralement dans l'eau (et alors essentiellement sous forme d’eau tritiée liquide), ou dans l'air (sous forme de vapeur d'eau tritiée). De même que l'hydrogène gazeux, le tritium gazeux (HT) n'est pratiquement pas métabolisé. Seul 0,01 % de l’activité inhalée est absorbé pour être ensuite oxydé rapidement en eau tritiée.
2. sous forme de « tritium incorporé », on le trouve alors dans une molécule organique, où il est dit « lié ». Cette molécule peut être métabolisée. Selon l'IRSN, une partie du tritium minéral entre dans les molécules organiques par échange avec un hydrogène labile ou par des réactions métaboliques. Ce phénomène se produit aussi bien pour les végétaux, par la photosynthèse que chez l'homme et l'animal[14]. Associé (passivement ou via le métabolisme bactérien ou d’autres espèces) à certaines molécules organiques, le tritium devient du « Tritium Organiquement Lié Échangeable » (dit TOL-E ou OBT-E) ; il s’est alors substitué à l'hydrogène de radicaux typiques (-OH, -SH, =NH...) et circule dans les organismes vivants en empruntant les voies de ces radicaux.

Les atomes de tritium de la fraction organique échangeable sont très labiles (liaisons covalentes faibles). Le tritium organique en position échangeable se met en fait en équilibre avec le tritium contenu dans l'eau cellulaire et subit les mêmes évolutions. Sa période biologique est donc sensiblement la même que celle de l'eau tritiée.
De la forme liée en eau tritiée, le tritium est également incorporé à la matière organique lors de la photosynthèse.
Le tritium est qualifié de « Tritium Organiquement Lié Non-Échangeable » (TOL-NE ou OBT-NE) quand il s’est directement lié aux atomes de carbone des molécules organiques.
Ces dernières molécules sont beaucoup plus stables car les liaisons carbone-hydrogène donnent des liaisons covalentes fortes qui nécessitent une combustion ou un crackage ou une hydrolyse enzymatique pour être cassées.
Le tritium non échangeable peut avoir un comportement très différent de celui du tritium libre ou en solution dans l’eau dans l’organisme.
Sous forme organique liée non échangeable (OBT), la manière dont le tritium participe au métabolisme dépend de la molécule où il s'est fixé. De ce fait, le tritium montre dans la cellule une diffusion non homogène (ce qui en toute rigueur peut conduire à un niveau de dangerosité variant avec la forme de l'OBT).
Sa période radioactive de 12,3 ans lui permet d’avoir des effets sur un temps significatif du point de vue écotoxicologique.
Le tritium fixé participe à l'ensemble du métabolisme, y compris l'élaboration de l'ADN : Komatsu (1982), en contaminant expérimentalement un réseau trophique constitué de diatomées (Chaetoceros gracilis), de petites crevettes (Artemia salina) et de poissons (Oryzias latipes), constatait qu'une part significative de ce tritium est incorporé dans l’ADN des artémies. 11 ans avant lui (en 1971), et sur des organismes à cycle de vie plus long, Kirchmann n'avait pas observé de concentration particulière dans l’ADN.
Sous forme fixée, il n'y a plus d'échanges avec l'eau cellulaire et les autres radicaux à liaison faible. Sa période biologique n'est plus liée à celle de l'eau tritiée, mais dépend du métabolisme associé à la molécule porteuse, laquelle peut être très stable dans l'organisme.
La durée de l’incorporation de tritium dépend donc du turn-over de la molécule biologique : rapide pour des molécules qui participent au cycle énergétique, plus lente pour des molécules de structure ou des macromolécules comme l’ADN, ou bien des molécules de réserve énergétique.
C'est sous cette forme qu'il marque l'environnement de façon durable. C'est cette fixation qui permet par exemple de reconstituer les teneurs historiques en tritium par l'étude des cernes d'arbres.

## Cinétique dans l'organisme
La période biologique (sensiblement égale à la période effective dans le cas du tritium) varie suivant la forme sous laquelle le tritium est fixé.
Quelle que soit la forme de l’apport en tritium, la plus grande partie du tritium est réputée éliminée en 1 mois et la presque-totalité est éliminée en moins de 1 an. Sa période biologique est donc très inférieure à sa période radioactive.
Il est bien plus rare sous forme gazeuse que sous forme d'eau tritée. La part inhalée est réputée se répandre équitablement dans les tissus mous, et se met en équilibre avec la concentration extérieure. Le tritium gazeux est peu soluble, seul 0,01 % de l’activité inhalée est transféré dans le sang sous forme d’HTO. L’assimilation sous forme de tritium gazeux est donc environ 10 000 fois plus faible que sous forme d’eau tritiée.
L'eau tritiée étant très semblable à de l'eau ordinaire, son importance en radiotoxicité dépasse celle du gaz tritium parce qu'elle est assimilée par l'organisme.
L’eau tritiée suit la biocinétique de l’eau avec un équilibre rapide entre HTO et H2O. L'eau tritiée se mêle rapidement à toute l'eau du corps. L’eau tritiée diffuse librement et rapidement à travers toutes les membranes cellulaires et s’équilibre avec les fluides corporels en quelques minutes.
L’eau tritiée est éliminée via la transpiration, la vapeur d'eau expirée et l'excrétion urinaire. On admet qu’en moyenne le renouvellement de l’eau libre corporelle s’effectue avec une période biologique de 10 jours chez l’adulte.
Cette valeur reflète le cycle de l'eau dans l'organisme considéré. Les périodes biologiques varient en fonction de l’âge, pour la partie eau tritiée : de 3 jours à l’âge de 3 mois à 10 jours chez l’adulte.
Les 3 % qui passent sous forme de tritium organique (essentiellement sous forme lié échangeable) sont éliminés avec une période de demi-vie dans l'organisme de 40 jours : chez le rat buvant une eau tritiée, 97 % du tritium incorporé a une demi-vie biologique de 10 jours, et 3 % a une demi-vie de 40 jours.
Si ce sont les aliments qui sont contaminants, le tritium peut être présent sous forme d'eau (tritiée) dans les tissus, d'OBT échangeable substitué à d'autres radicaux, ou d'OBT non échangeable.
La part présente sous forme d'eau tritiée s'élimine avec une demi-vie de l'ordre de dix jours. En milieu marin, l'OBT a une demi-vie de 10 jours pour 70 % du tritium incorporé, et de 100 jours pour le 30 % restant,.
Les molécules organiques tritiées (OBT) apportées par l’alimentation sont dégradées par la digestion et transférées dans le sang sous forme d’eau tritiée, ou sous forme de molécules organiques tritiées de plus petite taille. La plupart des composés organiques absorbés (sucres, graisses, protides) sont utilisés et dégradés pour produire de l’énergie et de l’eau tritiée ; celle-ci rejoint le pool d’eau cellulaire. Cette eau est ensuite partiellement recyclée dans la synthèse des protéines, hormones, lait, graisses.
Sous forme organique (TBO), sa période de demi-vie est de 40 jours chez l'adulte (contre 8 jours chez le nourrisson).
Une faible proportion du total (moins de 1 % du tritium absorbé) est présente sous forme organique beaucoup plus stable, avec une période biologique d'environ 450 jours (composés organiques de renouvellement lent).
Le tritium lié (sous forme non échangeable) dans la matière organique est plus rare, mais plus dangereux car moins rapidement éliminé (période de 550 jours, soit 55 fois plus que les 10 jours de séjour de l'eau tritiée).

### Chez l'Homme
Le Tritium élémentaire (T2 ou HT) bien moins facilement assimilable (seuls 0,004 % environ de son activité inspirée est absorbée, et apparemment après oxydation préalable dans les poumons. De même seule une quantité négligeable en est absorbée par la peau).
Dans le contexte de l'industrie nucléaire, il peut être associé (à la manière des hydrures) à des métaux avalés ou inhalés (hafnium par exemple). Dans ces cas il peut être fixé dans l'organisme bien plus longtemps que s'il avait été absorbé sous forme HTO et délivrer en son point de fixation une dose de radioactivité importante.
De même, une irradiation prolongée des poumons semble probable en cas d'inhalation de composés tritiés tels que ceux utilisés pour les systèmes d'éclairage (T-luminising), qui mériteraient selon certains auteurs une limite annuelle d'incorporation (LAI) spécifique (plus largement, ces auteurs ont proposé une nouvelle LAI de 7 × 108 Bq pour l'ingestion de tous types de composés tritiés dont le comportement métabolique n'est pas encore suffisamment connu, dont pour certains traceur tritiés).
Ingestion: Le tritium notamment sous forme d'eau tritiée, est également facilement absorbé dans la circulation sanguine à partir du tractus gastro-intestinal, et alors distribué dans l'eau du corps.

## Facteur de fixation
À l'équilibre, s'il n'y avait pas avant les années 2000 pas de mécanisme connu supposé favoriser la concentration de cette substance (ou son élimination), on s'attendait à trouver la même concentration dans l'organisme et dans le milieu environnant, c'est-à-dire une absence de bioconcentration et un facteur de concentration égal à l'unité. À partir des années 2000 (et avant pour certaines associations), on s'est interrogé sur les premiers constats de concentration de tritium dans la chaine alimentaire, observé in situ dans des études d'évaluation environnementale. Trouver un facteur différent peut être l'indice d'une bioaccumulation, mais pourrait également provenir d'autres causes de déséquilibre.
- Au sens strict du terme, la bioaccumulation résulte d’un phénomène d’accumulation progressive d’un contaminant ou d’une substance toxique dans un organisme, à partir de diverses sources, y compris l’atmosphère, l’eau et les aliments, jusqu’à l’obtention d’une concentration dans l’organisme supérieure à celle des sources de contamination.
- Il peut s'agir de la rémanence dans certains de ses tissus d'une contamination passée, induisant ou accroissant un déséquilibre par rapport au taux actuelle du contaminant dans l’environnement, plus faible qu’autrefois. Les lichens mieux que d'autres bioindicateurs, grâce à un métabolisme lent et une bonne résistance à la radioactivité, peuvent ainsi mémoriser des contaminations anciennes[32]. Ainsi en France une étude (2004) comparative de lichens récoltés sur 3 sites (aux environs d'une installation nucléaire militaire (Bourgogne), près de l'usine de retraitement de La Hague et dans une zone isolée de toute source connue de tritium) a montré que l'activité du tritium organiquement lié dans les lichens était environ 1000 fois plus élevée que pour le fond "naturel"[32] et était encore plus élevée d'un facteur 10 à 100 à une distance de 20 km de la source[32]. Autour de la Hague, les analyses de radiocarbone dans les mêmes échantillons ont confirmé l'origine de la contamination des lichens. Le métabolisme lent de lichens les rend appropriés pour le double suivi du tritium et radioarbone (incorporés par la photosynthèse)[32]
- Il peut également s'agir d'un déséquilibre entre les différentes sources : par exemple, si le tritium est répandu dans le milieu marin sous forme OBT et est incorporé par voie alimentaire, la concentration attendue le long de la chaîne métabolique de l'OBT sera différente de celle de l'eau[33],[34].
- Il peut enfin s'agir d'une migration et accumulation tout au long de la chaîne alimentaire ; les proies dont s'alimente l'organisme contaminé ayant pu croître dans un milieu distant et plus fortement contaminé que le milieu ambiant.

Chez les organismes exposés à un pic de concentration importante en tritium, le tritium sous forme de gaz ou d'eau tritiée est réputé se remettre rapidement en équilibre avec l'environnement, contrairement à celui de l'OBT. Dans le milieu naturel, milieu à concentration variable, c'est effectivement surtout sous forme organique (OBT) qu'on le retrouve le tritium dans les organismes, fixé en plus grande quantité (90 à 95 % du tritium trouvé dans les organismes marins autour de Cardiff, 80 à 90 % autour de Sellafield. ; Autour de Hartlepool, l'OBT constitue 70 % du tritium accumulé par les moules et sa proportion est encore plus élevée (90 %) chez les bigorneaux.
On sait depuis les années 1970 au moins que la contamination nutritionnelle par des formes organiquement liées est prépondérante. Par exemple, Rodgers en 1986 montrait chez des juvéniles de truite arc-en-ciel que la quantité (maximale à l'équilibre) de tritium organique correspondait à 80 % de la quantité de tritium ingérée. Kirchmann en 1971 montrait que sur des prairies contaminées au tritium, le lait contenait 10 fois plus de tritium organique via l'alimentation que via l'eau d'abreuvage. L'incorporation dans le lait était plus rapide par voie directe, et plus lente via l'herbe avec un maximum après 4 jours.
Kirchmann constatait que chez des veaux et porcs expérimentalement contaminés par du tritium via diverses voies (injections intra péritonéales, ingestions d’eau tritiée, de lait, de poudre de lait et de pommes de terre), l’incorporation augmentait (5,6 fois plus chez les porcs et 15 fois plus chez les veaux) quand le tritium était présent dans la poudre de lait (comparée à la voie eau). Elle était 15,6 fois plus élevée chez les porcs nourris de pomme de terre contaminée.
Des rats exposés via l'eau de boisson ou des molécules organiques (leucine, lysine, glucose, glucosamine, thymidine et uridine) bioaccumulent 4 à 9 fois plus de tritium via la matière organique alimentaire, que lié à l’eau. Komatsu, en contaminant expérimentalement un réseau trophique constitué de diatomées (Chaetoceros gracilis), de petites crevettes (Artemia salina) et de poissons (Oryzias latipes), constatait que la fixation du tritium est bien plus forte avec le tritium contenu dans la nourriture, que dans l’eau.
À cause d'une différence dans la période biologique, la part d’irradiation due au tritium organique est le double de celle due à l’eau tritiée.
Pour en tenir compte, l'Agence Health Protection Agency, a proposé de réévaluer à 6 × 10−11 Sv Bq−1 le facteur de dose pour le tritium apporté par les poissons plats de la baie de Cardiff.

## Bioaccumulation du tritium
Le tritium peut être absorbé dans le matériel cellulaire du plancton ou de bactéries. Une concentration plus élevée de tritium est observée chez les populations animales exposées au tritium que chez celles qui ne le sont pas, mais la capacité des organismes vivant à le bioconcentrer reste discutée. La possibilité d'une bioaccumulation, voire bioamplification du tritium a été avancée d'abord par certaines ONG (Crii-Rad, Greenpeace, ACRO…) qui dénoncent depuis les années 1980 les larges autorisations de rejets industriels de tritium et de carbone 14, au motif que des organismes filtreurs (ou biointégrateurs) peuvent métaboliser ou reconcentrer de nombreux toxiques dilués dans l'environnement (par exemple, une moule peut concentrer 700 000 fois, voire jusqu'à environ 1 million de fois, l'iode qui est si faiblement réparti en mer qu'il n'est souvent pas quantifiable dans l'eau).
Affirmer l'existence d'une bioamplification (quand les études scientifiques ne mettent en évidence qu'une bioconcentration) permet à ces organisations de défendre l'idée que toute concentration dans l'environnement est potentiellement nuisible pour le sommet de la chaîne alimentaire. La question est restée discutée et très polémique durant 20 ans, et reposée dans les années 2000 à la suite de la publication d'études relatives à des incertitudes dans les doses absorbées et leur répartition ; Les modèles contiennent des incertitudes quant aux taux de tritium absorbés via les matières organiques tritiées, et susceptible de circuler dans le sang, d'être incorporés dans les tissus du corps, ou quant aux temps de rétention dans les tissus, le transfert vers le fœtus ou l'efficacité biologique relative (EBR) des émissions bêta du tritium par rapport aux rayons gamma. Une hétérogénéité de la dose dans les tissus et de cellules est également envisagée, et les incertitudes estimées pour les enfants et l'exposition in utero sont reconsidérés (comme plus importantes qu'initialement estimées par la CIPR).
Au début des années 2000, d'autres études ont aussi prouvé dans certains organismes une concentration en tritium supérieure à celle de l'eau de mer où ils évoluent. Ainsi dans l’estuaire de la Severn où du tritium a été dispersé et concentré par la faune, et le canal de Bristol, les poissons (flet et sole) vivant au contact du sédiment et s'y alimentant étaient bien plus contaminés que le sprat, pélagique et planctonophage.
Dans le cas du tritium, l'accumulation ne porte pas sur une substance chimique, mais sur un isotope : la bioaccumulation implique donc une séparation isotopique lors des processus métaboliques, dont les rendements sont réputés toujours faibles dans les systèmes vivants (ce pourquoi les radionucléides artificiels sont réputés être de bons traceurs pour l'étude des processus biologiques).
De petites différences de comportement entre tritium et hydrogène sont néanmoins connues. Dès 1990, Alpen faisait valoir que le tritium étant trois fois plus lourd que l'hydrogène et d'une taille atomique très supérieure, une discrimination biologique est envisageable, d'autant qu'on admet que les réactions enzymatiques incorporent proportionnellement moins vite le tritium que l’hydrogène et que les liaisons tritium-carbone sont plus fortes que les liaisons hydrogène-carbone : ces différences dans le métabolisme devraient affecter sa cinétique environnementale, ce qui peut conduire à des écarts de bioconcentration quand le métabolisme modifie la liaison hydrogène.
Cependant, ces différences physico-chimiques des molécules résultantes restent très faibles : l'eau tritiée est physiquement si proche de l'eau qu'elle était réputée se comporter chimiquement comme elle dans tout son cycle, sans facteur de séparation du tritium possible ou significatif.
De plus, une fois que l'atome de tritium est lié, le facteur de séparation de la molécule dans son ensemble est d'autant plus faible que la molécule est lourde.
Jusqu'au début des années 2000, sur la base des modèles retenus par la Commission Internationale de Protection Radiologique (CIPR), pour l'eau tritiée ou le tritium lié à la fraction organique, on a considéré qu'en milieu aquatique (marin et continental), le transfert du tritium de l’eau ambiante aux organismes aquatiques conduisait rapidement à un équilibre entre l’eau tritiée du milieu d’exposition et le tritium libre des tissus biologiques ; L'IRSN considérait ainsi au début des années 2000 qu'il y a situation d’« équilibre-vrai » et que le tritium ne s'accumule pas préférentiellement dans tel ou tel compartiment ou composant environnemental ou biologique.
Cependant, ces modèles décrivent des situations moyennes (consommateur « moyen », ne représentant pas les groupes à risque ou vulnérable, ni la situation fœtale) et reposaient sur des simplifications, faites sur la base d'hypothèses qui pourraient peut-être devoir être remises en cause, car chez des invertébrés marins, des facteurs de concentration OBTorganisme/HTOeau supérieurs à 1 ont été relevés en diverses situations (cas de la baie de Cardiff notamment, a priori en raison de l'ingestion de molécules organiques tritiées.
Fin 2007, deux publications ont à nouveau attiré l'attention des autorités de sureté nucléaire et de la santé publique sur la cinétique environnementale du tritium ainsi que sur les modalités d'évaluation de son impact biologique sur les écosystèmes et l'Homme ;
- Le rapport RIFE 11 (rédigé en 2005, publié en 2006 conjointement par 4 agences environnementales et sanitaires britanniques notamment chargées de l'évaluation et suivi de la radioactivité, intitulé Radioactivity In Food and the Environment), qui met en évidence des concentrations de tritium sous forme organique dans des organismes marins au voisinage de Sellafield supérieures aux teneurs en tritium de l’eau de mer. Ces formes organiques sont susceptibles de circulation ou bioconcentration dans le réseau trophique. Cela peut remettre en question les hypothèses simplifiantes appliquées dans les calculs d’impact radiologique sur la population, qui considèrent que le tritium est un radionucléide qui, sous forme d’eau tritiée, ne présente pas de tendance à l’accumulation dans les composés environnementaux et biologiques ;
- le rapport britannique AGIR' publié par l’Health Protection Agency (novembre 2007) conclut au besoin d'une réévaluation du facteur de pondération du tritium dans le calcul des doses efficaces.
En France, en 2008, des membres de l'IRSN, et de la SFRP ont estimé que les différences entre tritium et hydrogène ne justifiaient pas un relèvement des seuils estimés de dangerosité.
L'étude de 2 algues marines (Dunaliella bioculata  & Acetabularia mediterranea) avait dès 1983 suggéré une possibilité de bioaccumulation sélective mais ce résultat non conclusif n'a pas été confirmé depuis.
Afin d'éventuellement réévaluer les facteurs de risque et la dose efficace, des études sont en cours pour mieux comprendre la cinétique spatiotemporelle du tritium organiquement lié de l'alimentation, dont chez l'Homme,.

## Dans la chaîne alimentaire humaine
Avec le fort développement de la pêche minotière, les farines de poisson sont de plus en plus utilisées pour alimenter le bétail et les volailles.
Une étude de 2007 a porté sur les transferts de tritium via la nourriture chez les animaux de fermes . Les auteurs recommandent que le rapport entre la concentration en tritium de l'alimentation et celle des produits animaux soit utilisé car variant moins que le « facteur de transfert agrégé » (transfer coefficient).